# Paolo Vincenzo Bonomini
Paolo Vincenzo Bonomini dit Borromini (Bergame, 23 janvier 1756 - 17 avril 1829) est un peintre italien néoclassique qui fut actif au XVIIIe et début du  XIXe siècle dans la région de Bergame.

## Biographie
Dès l'enfance, faisant montre de talent précoce, son père Paolo Maria, peintre local, le met en apprentissage
Paolo Vincenzo Bonomini a décoré de nombreux édifices civils et religieux en style baroque et néoclassique. Il est surtout célèbre pour la série de tableaux réalisés pour l'église de Santa Grata à Borgo Canale (une frazione de Bergame), intitulée Danse macabre.
Une plaque posée sur sa maison natale à Bergame Alta dit de lui, qu'il était : « un peintre extravagant qui ajoutait, à des fresques aériennes parmi les plus élégantes de son siècle, d'immortelles fantaisies macabres, qui décrivaient avec une gaie virtuosité les illusions fugaces et la vanité de ce temps » De 1824 à 1827, il a eu comme élève le peintre Giuseppe Macinata

## Œuvres
- Scène champêtre, Casa Gavazzeni, Bergame.
- Scène champêtre, Salon de musique, Casa Fogaccia, Bergame.
- Allégorie de la mort,
- Danse macabre, série de 6 peintures représentant des personnages communs ainsi que son squelette (en autoportrait) conservés dans l'abside de l'église de Santa Grata Inter vites à Borgo Canale, Bergame. les personnages principaux de cette série sont représentés en squelettes, y compris le peintre lui-même, avec des caractéristiques si précises que les habitants de ce quartier de la ville haute de Bergame, qui était aussi celui du peintre, se sont vite reconnus. (Deux Moines en Prière, Le Charpentier, Le Peintre, Le Joueur de Tambour, Couple bourgeois et couple campagnard)
- Le Matin, le,Soir, et la Nuit, ainsi que les rivières Serio et Brembo,  Sala Tassiana de la bibliothèque Angelo Mai
- Caricatures, Teatro Sociale, Bergame. Certaines caricatures ont été effacées, car on craignait beaucoup la critique de son pinceau acéré.
- Dessins, Castello Sforza, Milan.

## Sources
- x